# 安氏合跳蛛
安氏合跳蛛（学名：Synagelides annae）为跳蛛科合跳蛛属的动物。分布于日本以及中国的江西、湖南等地。该物种的模式产地在日本。